# (19499) Eugenybiryukov
(19499) Eugenybiryukov est un astéroïde de la ceinture principale.

## Description
(19499) Eugenybiryukov est un astéroïde de la ceinture principale. Il fut découvert le 27 mai 1998 à la station Anderson Mesa par le programme LONEOS. Il présente une orbite caractérisée par un demi-grand axe de 2,73 UA, une excentricité de 0,10 et une inclinaison de 12,9° par rapport à l'écliptique.

## Compléments